# Südlicher Bär
Der Südliche Bär (Cymbalophora pudica), auch Südlicher Grasbär genannt, ist ein Schmetterling (Nachtfalter) aus der Unterfamilie der Bärenspinner (Arctiinae).

## Merkmale

### Falter
Die Falter besitzen eine Flügelspannweite von 35 bis 42 Millimetern bei den Männchen und von 37 bis 43 Millimetern bei den Weibchen. Ihre Vorderflügel haben eine milchigweiße bis rosaweiße Grundfärbung, die von einer schwarzen Fleckenzeichnung unterbrochen ist. Im Saumbereich sind die Flecke meist dreieckförmig. Die Intensität der Fleckenzeichnung kann stark variieren. In der Postdiskalregion der rosaweißen Hinterflügel sind einige runde, schwarze Flecke erkennbar. Der schwärzlich behaarte Thorax ist durch eine breite, gelbliche Halskrause sowie zwei gelbweiße Längsstreifen beidseitig der Mitte charakterisiert. Arttypisch ist die rote Farbe des Hinterleibs, der einige dunkle Flecke aufweist. Die Fühler der Männchen sind bewimpert, diejenigen der Weibchen sind fadenförmig.

### Raupe
Die Raupen sind graubraun gefärbt, behaart und auf jedem Segment mit schwarzbraunen Warzen versehen. Bei ausgewachsenen Tieren ist die Behaarung spitz und fest.

### Ähnliche Arten
Eine gewisse Ähnlichkeit besteht zu den Faltern von Cymbalophora powelli. Diese sind  mit Flügelspannweiten von 29 Millimetern bei den Weibchen sowie 30 bis 38 Millimetern bei den Männchen jedoch kleiner und zeigen außerdem näher zueinander angeordnete schwarze Flecke auf den Vorderflügeln. 

## Geographische Verbreitung und Vorkommen
Die Art ist in Nordafrika sowie im Mittelmeerraum einschließlich der Mittelmeerinseln weit verbreitet und meist nicht selten. Sie bewohnt bevorzugt sonnige, felsige Gebiete sowie Steppenheiden und Magerrasenflächen.

## Lebensweise
Die Hauptflugzeit der Falter reicht von August bis November, wobei sie in der Mehrzahl erst nach dem Ende der größten Sommerhitze schlüpfen. Die Raupen ernähren sich von verschiedenen Süßgräsern (Poaceae), an denen sie nachts fressen. Sie schlüpfen ab dem Spätherbst und überwintern, um sich dann überwiegend im Mai zu verpuppen.